# Laurindo Guizzardi
Laurindo Guizzardi CS (* 7. Juli 1934 in Nova Bassano; † 22. Februar 2021 in Foz do Iguaçu) war ein brasilianischer Ordensgeistlicher und römisch-katholischer Bischof von Foz do Iguaçu.

## Leben
Laurindo Guizzardi trat der Ordensgemeinschaft der Congregatio Scalabriniana bei und empfing am 20. Dezember 1959 die Priesterweihe.
Papst Johannes Paul II. ernannte ihn am 4. Februar 1982 zum Koadjutorbischof von Bagé. Mit dem Tod Angelo Félix Mugnols nur acht Tage später trat er dessen Nachfolge als Bischof von Bagé an. Der Erzbischof von Porto Alegre, João Cláudio Colling, spendete ihm am 18. April desselben Jahres die Bischofsweihe; Mitkonsekratoren waren Benedito Zorzi, Bischof von Caxias do Sul, und Jayme Henrique Chemello, Bischof von Pelotas. Sein bischöflicher Wahlspruch war Omnia propter electos.
Am 28. November 2001 wurde er zum Bischof von Foz do Iguaçu ernannt. Er war Auftraggeber für den Bau der neuen Kathedrale Catedral São João Batista. Am 20. Oktober 2010 nahm Papst Benedikt XVI. sein altersbedingtes Rücktrittsgesuch an.
Laurindo Guizzardi starb im Alter von 86 Jahren an den Folgen einer Krebserkrankung im Unimed Hospital in Foz do Iguaçu.